# Helen B. Taussig
Helen Brooke Taussig (født 24. maj 1898, død 20. maj 1986) var en amerikansk kardiolog og grundlægger af pædiatrisk kardiologi. Især er hun kendt for at udvikle konceptet for en procedure, der ville forlænge livet for børn født med Fallots tetralogi (den mest almindelige årsag til blå baby syndrome). 